# Krokodilletårer
|  | Denne artikel er oprettet af botten Steenthbot ud fra en ekstern database. Den kan derfor have sproglige fejl eller mangler. Denne skabelon kan fjernes efter kontrol af indholdet. |

Krokodilletårer er en dansk kortfilm fra 2019 instrueret af Kristian Håskjold.

## Handling
Norske Øyvind tager, efter 20 år uden kontakt, forventningsfuldt til Lolland for at genetablere kontakten med sin danske far, Erling, som han længe har drømt om at få et forhold til som voksen. Men som weekenden skrider frem, undrer Øyvind sig over Erlings mere og mere distancerede adfærd, mens farens kæreste Karin overdynger Øyvind med omsorg og interesse.

## Medvirkende
- Ferdinand Falsen Hiis, Øyvind
- Lars Knutzon, Erling
- Ditte Gråbøl, Karin
- Ada Eide, Øyvinds kæreste